# Lettenberg
Der Lettenberg oder Kalvarienberg ist ein Hügel in der Gemeinde Heuvelland in der Nähe von Kemmel in der belgischen Provinz Westflandern. Der Gipfel ist 79 m hoch.

## Geographie
Der Lettenberg ist ein Teil der zentralen Hügelkette, die auch den Watenberg, Mont de Cassel, Wouwenberg, Katsberg, Boeschepeberg, Kokereelberg, Zwarteberg, Vidaigneberg, Baneberg, Rodeberg, Sulferberg, Goeberg, Monteberg und Kemmelberg umfasst. Südlich dieses Hügelkamms befindet sich das Becken der Leie, nördlich das Einzugsgebiet der Yser.

## Bunker
Auf der Flanke sieht man einige restaurierte Bunker der britischen Truppen aus dem Ersten Weltkrieg. Der Hügel war Anfang 1917 von der britischen „175. Tunneling Company“ untergraben worden und von Anfang April bis Ende Mai 1917 mit unterirdischen Bunkern (Brigadestab, Schlaf- und Krankenstation) ausgestattet worden. Die Bunker sind seit 2004 kostenlos zu besichtigen. 2005 wurde eine Einweihungsfeier veranstaltet.